# پردیس سینمایی آرامش رامسر
پردیس سینمایی آرامش رامسر یک سینما در شهر رامسر، ایران است.
این سینما که در مرکز خرید آرامش رامسر قرار دارد در سال ۱۳۹۶ با دو سالن تأسیس شده‌است.